# Béatrice Edwige
Béatrice Edwige (n. 3 octombrie 1988, Paris, Franța) este o handbalistă franceză care joacă pentru clubul Metz Handball și echipa națională a Franței. La origine, Edwige evoluează pe postul de pivot, însă ea este folosită de antrenori în special ca apărătoare centrală. Handbalista a făcut parte din echipele Franței care au câștigat medalia de argint la Jocurile Olimpice din 2016, de la Rio de Janeiro, și medalia de aur la Campionatul Mondial din 2017, desfășurat în Germania.

## Palmares

### Club
- Campionatul Franței:
  -  Câștigătoare: 2017

- Cupa Franței:
  -  Câștigătoare: 2017
  - Finalistă: 2013

- Cupa Ligii Franței:
  - Finalistă: 2016

- Campionatul Diviziei 2 din Franța:
  -  Câștigătoare: 2014

### Echipa națională
Béatrice Edwige a debutat la echipa națională a Franței pe 13 iunie 2012, într-un meci împotriva Sloveniei.
- Jocurile Olimpice:
  -  Medalie de argint: 2016

- Campionatul Mondial:
  -  Medalie de aur: 2017

- Campionatul European:
  -  Medalie de bronz: 2016

## Distincții individuale
- Cavaler al Ordinului Național de Merit: 1 decembrie 2016;[7]
- Cea mai bună apărătoare din Liga Franceză de Handbal: 2015;[8]
- Cea mai bună apărătoare de la Campionatul European: 2016;[9]